# Antonio de Torres Jurado

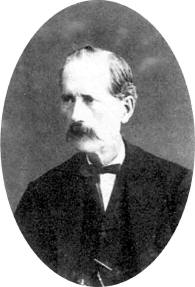
Antonio de Torres Jurado

Antonio de Torres Jurado (ur. 13 czerwca 1817, zm. 19 listopada 1892) – hiszpański gitarzysta i lutnik.
Wśród wytwórców gitar zajmuje pozycję jaką cieszy się Antonio Stradivari wśród wytwórców skrzypiec. Jest twórcą nowoczesnej gitary klasycznej. Większość współczesnych gitar akustycznych jest budowanych według jego pomysłu.

## Życiorys
Antonio de Torres urodził się w La Cañada de San Urbano, Almeria jako syn Juana Torres i Marii Jurado. Jego ojciec był lokalnym poborcą podatków. Gdy miał dwanaście lat zaczął uczyć się zawodu stolarza. W 1833 wybuchła I wojna karlistowska i wkrótce został wcielony do armii.
Dzięki zabiegom ojca młody Antonio został zwolniony jako medycznie niezdolny do służby. Jako samotny mężczyzna bez dzieci był narażony na ponowny pobór więc aby tego uniknąć rodzina pośpiesznie zaaranżowanła mu małżeństwo z trzynastoletnią córką sklepikarza Juane Maríe López, którą poślubił w 1835 roku. Ze związku tego na świat przyszły trzy córki w 1836, 1839, i w 1842, która zmarła kilka miesięcy po urodzeniu. Jego druga córka również zmarła. W 1845 w wieku dwudziestu trzech lat zmarła jego żona na gruźlicę. Nastał trudny czas dla niego, często był w długach i poszukiwał intratnego zajęcia dla poprawy swojej sytuacji.
Nie wiadomo, kto nauczył Torresa budowania gitar. Przypuszcza się, że jakiś czas po 1842 roku poszedł do pracy u José Pernasa w mieście Grenada i tam dość szybko nauczył się budowania gitar. Po niedługim czasie powrócił do Sewilli i otworzył sklep na calle Cerrageria nr 7 wraz z Solares y Manuel Soto. Dopiero jednak w roku 1850 za radą znanego gitarzysty i kompozytora Juliána Arcasa zaczął zawodowo budować gitary. Jego doradcą muzycznym został Julián Arcas. Torres uznał, że kluczem do polepszenia jakości dźwięku gitary była płyta rezonansowa. Powiększył ją poszerzając i jednocześnie znacznie ścienił. Spowodowało to powiększenie korpusu gitary i uczynienie jej lżejszym. Zastąpił poprzeczne belki wzmacniające płytę od wewnątrz pudła rezonansowego rozmieszczonymi promieniście belkami wokół otworu rezonansowego.